# Танці з зірками (п'ятий сезон)
«Танці з зірками: (п'ятий сезон)» — українське танцювальне шоу виробництва «1+1 Продакшн». Проєкт є адаптацією британського шоу «Strictly Come Dancing» телеканалу «BBC».

## Судді
- Дмитро Монатик — український співак, композитор і танцюрист.
- Катерина Кухар — народна артистка України та прима-балерина Національної опери України.
- Владислав Яма — український танцюрист, володар Кубку України з бальних танців.

На 10 тижні Олена Шоптенко заміняла суддів, коли вони виступали як тренери.
У фіналі четвертим суддею був Володимир Зеленський.

## Учасники
| Зірки            | Рід занять      | Партнери           | 1  | 2  | 3  | 4  | 5  | 6  | 7  | 8  | 9  | 10 | 11 | 12 | 13 | 14  | Статус          |
| ---------------- | --------------- | ------------------ | -- | -- | -- | -- | -- | -- | -- | -- | -- | -- | -- | -- | -- | --- | --------------- |
| Ігор Ласточкін   | комедіант       | Ілона Гвоздьова    | 21 | 18 | 22 | 22 | 26 | 26 | 29 | 27 | 30 | 53 | 27 | 56 | 58 | 118 | Перше           |
| Леся Нікітюк     | телеведуча      | Максим Єжов        | 18 | 19 | 16 | 22 | 21 | 21 | 21 | 23 | 21 | 53 | 23 | 48 | 42 | 100 | Друге           |
| Іраклі Макацарія | кінопродюсер    | Яна Заєць          | 21 | 22 | 21 | 28 | 29 | 29 | 30 | 28 | 29 | 58 | 30 | 59 | 59 | 117 | Третє           |
| Павло Вишняков   | актор           | Юлія Сахневич      | 22 | 25 | 25 | 28 | 25 | 27 | 25 | 29 | 29 | 56 | 29 | 58 | 57 |     | Вибули 11-ми    |
| Мішель Андраде   | співачка        | Женя Кот           | 21 | 23 | 22 | 27 | 28 | 28 | 23 | 25 | 26 | 56 | 24 | 54 |    |     | Вибули 10-ми    |
| Денис Берінчик   | боксер          | Катерина Білявська | 18 | 21 | 23 | 20 | 23 | 27 | 20 | —  | 27 | 53 | 21 |    |    |     | Вибули 9-ми     |
| Руслан Сенічкін  | телеведучий     | Яна Цибульська     | 24 | 22 | 22 | 19 | 23 | 26 | 22 | 24 | 23 |    |    |    |    |     | Вибули 8-ми     |
| Оксана Марченко  | телеведуча      | Дмитро Чаплін      | 19 | 18 | 21 | 20 | 17 | 21 | 20 |    |    |    |    |    |    |     | Вибули 7-ми     |
| Аніта Луценко    | зірковий тренер | Олександр Прохоров | 18 | 24 | 22 | 27 | 27 | 27 |    |    |    |    |    |    |    |     | Вибули 6-ми     |
| Марія Єфросініна | телеведуча      | Максим Леонов      | 21 | 24 | 25 | 22 | 24 |    |    |    |    |    |    |    |    |     | Вибули 5-ми     |
| Микола Тищенко   | ресторатор      | Nana               | 13 | 18 | 19 | 21 |    |    |    |    |    |    |    |    |    |     | Вибули 4-ми     |
| Павло Зібров     | співак          | Марія Шмельова     | 17 | 18 | 18 |    |    |    |    |    |    |    |    |    |    |     | Вибули 3-ми     |
| Злата Огнєвіч    | співачка        | Дмитро Жук         | 16 | 19 |    |    |    |    |    |    |    |    |    |    |    |     | Вибули 2-ми     |
| Слава Камінська  | співачка        | Ігор Кузьменко     | —  | —  |    |    |    |    |    |    |    |    |    |    |    |     | Дискваліфікація |

| Пари               | Танець             | Судді  | Судді | Судді | Підсумок | Музичний супровід                                    |
| Пари               | Танець             | Дмитро | Катя  | Влад  | Підсумок | Музичний супровід                                    |
| ------------------ | ------------------ | ------ | ----- | ----- | -------- | ---------------------------------------------------- |
| Іраклі та Яна      | пасодобль          | 8      | 6     | 7     | 21       | «Love Is Found» — Sade                               |
| Леся та Максим     | фристайл           | 7      | 6     | 5     | 18       | «SuperSTAR» — Світлана Лобода                        |
| Мішель та Євген    | бачата             | 8      | 6     | 7     | 21       | «Havana» — Каміла Кабельйо                           |
| Аніта та Олександр | контемпорарі       | 7      | 5     | 6     | 18       | «Мовчати» — Скрябін та Ірина Білик                   |
| Слава та Ігор      | —                  | —      | —     | —     | —        | —                                                    |
| Маша та Максим     | румба              | 8      | 7     | 6     | 21       | «Crazy in Love» — Бейонсе                            |
| Павло та Марія     | віденський вальс   | 7      | 5     | 5     | 17       | «Де ти тепер» — Квітка Цісик                         |
| Денис та Катерина  | аргентинське танго | 7      | 5     | 6     | 18       | «Без бою» — Океан Ельзи                              |
| Ігор та Ілона      | джайв              | 7      | 7     | 7     | 21       | «Танці» — Noize MC & Воплі Відоплясова (feat. 1Shot) |
| Злата та Дмитро    | модерн             | 6      | 4     | 6     | 16       | «Desert Rose» — Стінг                                |
| Микола та Nana     | сальса             | 6      | 3     | 4     | 13       | «Bon Appetit» — Кеті Перрі                           |
| Оксана та Дмитро   | вальс              | 7      | 6     | 6     | 19       | «Moon River» — Одрі Гепберн                          |
| Павло та Юлія      | танго              | 8      | 7     | 7     | 22       | «Santa Maria» — Gotan Project                        |
| Руслан та Яна      | хіп-хоп            | 9      | 7     | 8     | 24       | «То, от чего без ума» — MONATIK                      |

| №  | Пари               | Танець             | Судді  | Судді | Судді | Підсумок | Музичний супровід                                   |
| №  | Пари               | Танець             | Дмитро | Катя  | Влад  | Підсумок | Музичний супровід                                   |
| -- | ------------------ | ------------------ | ------ | ----- | ----- | -------- | --------------------------------------------------- |
| 1  | Іраклі та Яна      | квікстеп           | 8      | 8     | 6     | 22       | «New York, New York» — Френк Сінатра                |
| 2  | Леся та Максим     | віденський вальс   | 7      | 6     | 6     | 19       | «Тримай» — Христина Соловій                         |
| 3  | Аніта та Олександр | аргентинське танго | 9      | 8     | 7     | 24       | «They Don't Care About Us» — Майкл Джексон          |
| 4  | Микола та Nana     | танго              | 7      | 6     | 5     | 18       | «Toxic» — Брітні Спірс                              |
| 5  | Мішель та Євген    | ліричний хіп-хоп   | 8      | 7     | 8     | 23       | «Синими, Желтыми, Красными» — Іван Дорн             |
| 6  | Ігор та Ілона      | пасодобль          | 7      | 5     | 6     | 18       | «Il buono, il brutto, il cattivo» — Енніо Морріконе |
| 7  | Денис та Катерина  | віденський вальс   | 7      | 7     | 7     | 21       | «Ой, чий то кінь стоїть» — українська народна пісня |
| 8  | Маша та Максим     | самба              | 9      | 8     | 7     | 24       | «Gopher Mambo» — Іма Сумак                          |
| 9  | Павло та Марія     | хіп-хоп            | 8      | 5     | 5     | 18       | «На стиле» — Время и Стекло                         |
| 10 | Злата та Дмитро    | румба              | 7      | 6     | 6     | 19       | «Ring My Bells» — Енріке Іглесіас                   |
| 11 | Павло та Юлія      | сальса             | 9      | 8     | 8     | 25       | «Tous les mêmes» — Stromae                          |
| 12 | Оксана та Дмитро   | ф'южн              | 7      | 6     | 5     | 18       | «Ain't It Funny» — Дженніфер Лопес                  |
| 13 | Слава та Ігор      | —                  | —      | —     | —     | —        | —                                                   |
| 14 | Руслан та Яна      | фокстрот           | 8      | 7     | 7     | 22       | Пісня з фільму «Рожева пантера»                     |

| №  | Пари               | Танець           | Судді  | Судді | Судді | Підсумок | Музичний супровід                           |
| №  | Пари               | Танець           | Дмитро | Катя  | Влад  | Підсумок | Музичний супровід                           |
| -- | ------------------ | ---------------- | ------ | ----- | ----- | -------- | ------------------------------------------- |
| 11 | Павло та Юлія      | фокстрот         | 8      | 7     | 10    | 25       | «Le Temps de cathédrales» — Гару            |
| 8  | Маша та Максим     | віденський вальс | 9      | 8     | 8     | 25       | «Не отрекаются любя» — Алла Пугачова        |
| 6  | Ігор та Ілона      | танго            | 8      | 7     | 7     | 22       | «Тук тук тук» — Вєрка Сердючка              |
| 9  | Павло та Марія     | танго            | 8      | 4     | 6     | 18       | Пісня з фільму «Мулен Руж!»                 |
| 3  | Аніта та Олександр | вальс            | 8      | 6     | 8     | 22       | «Я піду у далекі гори» — Володимир Івасюк   |
| 5  | Мішель та Євген    | пасодобль        | 8      | 7     | 7     | 22       | «Несе Галя воду» — українська народна пісня |
| 7  | Денис та Катерина  | фристайл         | 8      | 7     | 8     | 23       | «Holding Out for a Hero» — Бонні Тайлер     |
| 4  | Микола та Nana     | диско            | 7      | 6     | 6     | 19       | «Daddy Cool» — Boney M.                     |
| 14 | Руслан та Яна      | ф'южн            | 8      | 7     | 7     | 22       | «Твої зелені очі» — Океан Ельзи             |
| 12 | Оксана та Дмитро   | румба            | 7      | 7     | 7     | 21       | «Young and Beautiful» — Лана Дель Рей       |
| 1  | Іраклі та Яна      | ча-ча            | 8      | 6     | 7     | 21       | «Пупсик» — Тіна Кароль                      |
| 2  | Леся та Максим     | самба            | 7      | 6     | 3     | 16       | «Mas que nada» — The Black Eyed Peas        |

| №  | Пари                                         | Танець          | Судді  | Судді | Судді | Підсумок | Музичний супровід                                     |
| №  | Пари                                         | Танець          | Дмитро | Катя  | Влад  | Підсумок | Музичний супровід                                     |
| -- | -------------------------------------------- | --------------- | ------ | ----- | ----- | -------- | ----------------------------------------------------- |
| 1  | Іраклі та Яна («Брудні танці»)               | сальса          | 9      | 10    | 9     | 28       | «The Time Of My Life» — Білл Медлі та Дженніфер Ворнс |
| 14 | Руслан та Яна («Панда Кунг-Фу»)              | ча-ча           | 7      | 6     | 6     | 19       | «Toy» — Нетта Барзілай                                |
| 12 | Оксана та Дмитро («Запах жінки»)             | танго           | 7      | 6     | 7     | 20       | «Por Una Cabeza» — Tango Project                      |
| 11 | Павло та Юлія («Дев'ять з половиною тижнів») | румба           | 9      | 10    | 9     | 28       | «You can leave your hat on» — Джо Кокер               |
| 6  | Ігор та Ілона («Карнавал»)                   | ліричний джаз   | 8      | 6     | 8     | 22       | «Позвони мне, позвони» — Ірина Муравйова              |
| 7  | Денис та Катерина («Шрек»)                   | повільний вальс | 8      | 6     | 6     | 20       | «Hallelujan» — Леонард Коен                           |
| 3  | Аніта та Олександр («П'ятий елемент»)        | хіп-хоп         | 10     | 9     | 8     | 27       | Пісня з фільму «П'ятий елемент»                       |
| 8  | Маша та Максим («Чорний лебідь»)             | ф'южн           | 9      | 6     | 7     | 22       | «Believer» — Imagine Dragons                          |
| 5  | Мішель та Євген («Бурлеск»)                  | квікстеп        | 9      | 9     | 9     | 27       | «Express» — Крістіна Агілера                          |
| 4  | Микола та Nana («Привид опери»)              | пасодобль       | 8      | 7     | 6     | 21       | «Overture» — Ендрю Ллойд Веббер                       |
| 2  | Леся та Максим («За двома зайцями»)          | квікстеп        | 8      | 7     | 7     | 22       | Пісня з фільму «За двома зайцями»                     |

| №  | Пари               | Танець           | Судді  | Судді | Судді | Підсумок | Музичний супровід                                      |
| №  | Пари               | Танець           | Дмитро | Катя  | Влад  | Підсумок | Музичний супровід                                      |
| -- | ------------------ | ---------------- | ------ | ----- | ----- | -------- | ------------------------------------------------------ |
| 14 | Руслан та Яна      | віденський вальс | 8      | 7     | 8     | 23       | «Росте черешня в мами на городі» — Михайло Поплавський |
| 7  | Денис та Катерина  | хіп-хоп          | 8      | 8     | 7     | 23       | «Тает лёд» — Грибы                                     |
| 8  | Маша та Максим     | фокстрот         | 9      | 8     | 7     | 24       | «When you believe» — Вітні Г'юстон                     |
| 11 | Павло та Юлія      | контемпорарі     | 9      | 7     | 9     | 25       | «Hero» — Енріке Іглесіас                               |
| 6  | Ігор та Ілона      | ча-ча            | 9      | 9     | 8     | 26       | «Get Lucky» — Daft Punk і Фаррелл Вільямс              |
| 1  | Іраклі та Яна      | контемпорарі     | 10     | 10    | 9     | 29       | «Once In The Street» — Ніно Катамадзе                  |
| 3  | Аніта та Олександр | сальса           | 9      | 9     | 9     | 27       | «Danza Kuduro» — Дон Омар                              |
| 5  | Мішель та Євген    | фокстрот         | 10     | 9     | 9     | 28       | «Мы разбиваемся» — Земфіра                             |
| 12 | Оксана та Дмитро   | фристайл         | 6      | 6     | 5     | 17       | «Навернопотомучто» — Время и Стекло                    |
| 2  | Леся та Максим     | танго            | 7      | 7     | 7     | 21       | «Kiss My Eyes» — Боб Сінклер                           |

| №  | Пари               | Танець           | Судді  | Судді | Судді | Підсумок | Музичний супровід                |
| №  | Пари               | Танець           | Дмитро | Катя  | Влад  | Підсумок | Музичний супровід                |
| -- | ------------------ | ---------------- | ------ | ----- | ----- | -------- | -------------------------------- |
| 11 | Павло та Юлія      | джайв            | 10     | 8     | 9     | 27       | «Runaway» — Бруно Марс           |
| 6  | Ігор та Ілона      | віденський вальс | 9      | 9     | 8     | 26       | «Hijo de la Luna» — Mecano       |
| 1  | Іраклі та Яна      | афро-джаз        | 10     | 9     | 10    | 29       | Пісня з мультфільму «Король Лев» |
| 3  | Аніта та Олександр | джайв            | 9      | 10    | 8     | 27       | «Вчителька» — ТіК                |
| 7  | Денис та Катерина  | контемпорарі     | 9      | 9     | 9     | 27       | «Mad world» — Адам Ламберт       |
| 5  | Мішель та Євген    | фристайл         | 10     | 9     | 9     | 28       | «Beat it» — Майкл Джексон        |
| 14 | Руслан та Яна      | свінг            | 9      | 9     | 8     | 26       | «Happy» — C2C                    |
| 12 | Оксана та Дмитро   | фокстрот         | 7      | 7     | 7     | 21       | «Жовтий лист» — Софія Ротару     |
| 2  | Леся та Максим     | ча-ча            | 7      | 7     | 7     | 21       | «Barbie Girl» — Aqua             |

| №  | Пари              | Танець       | Судді  | Судді | Судді | Підсумок | Музичний супровід                                                  |
| №  | Пари              | Танець       | Дмитро | Катя  | Влад  | Підсумок | Музичний супровід                                                  |
| -- | ----------------- | ------------ | ------ | ----- | ----- | -------- | ------------------------------------------------------------------ |
| 14 | Руслан та Яна     | фристайл     | 8      | 7     | 7     | 22       | «Une vie d'amour» — Шарль Азнавур                                  |
| 11 | Павло та Юлія     | самба        | 9      | 8     | 8     | 25       | «Cuban Pete» — Джим Керрі                                          |
| 12 | Оксана та Дмитро  | контемпорарі | 8      | 6     | 6     | 20       | «Нас нет» — Ірина Білик                                            |
| 6  | Ігор та Ілона     | квікстеп     | 10     | 9     | 10    | 29       | «Pan Americano» — Yolanda Be Cool                                  |
| 5  | Мішель та Євген   | румба        | 8      | 7     | 8     | 23       | «Could I Have This Kiss Forever» — Енріке Іглесіас і Вітні Г'юстон |
| 7  | Денис та Катерина | пасодобль    | 8      | 6     | 6     | 20       | «Монах» — ДахаБраха                                                |
| 1  | Іраклі та Яна     | ф'южн        | 10     | 10    | 10    | 30       | «Smooth criminal» — Майкл Джексон                                  |
| 2  | Леся та Максим    | джайв        | 9      | 6     | 6     | 21       | «Всё будет хорошо» — Вєрка Сердючка                                |

| №  | Пари            | Танець           | Судді  | Судді | Судді | Підсумок | Музичний супровід                                |
| №  | Пари            | Танець           | Дмитро | Катя  | Влад  | Підсумок | Музичний супровід                                |
| -- | --------------- | ---------------- | ------ | ----- | ----- | -------- | ------------------------------------------------ |
| 6  | Ігор та Ілона   | румба            | 9      | 9     | 9     | 27       | «Журавлі» — The Hardkiss                         |
| 14 | Руслан та Яна   | сальса           | 9      | 8     | 7     | 24       | «Ой, мамо, шикидим» — Віктор Павлик              |
| 11 | Павло та Юлія   | віденський вальс | 10     | 10    | 9     | 29       | «Очі на піску» — Юрій Рибчинський та Ігор Поклад |
| 5  | Мішель та Євген | самба            | 9      | 8     | 8     | 25       | «Свята» — Kazka                                  |
| 2  | Леся та Максим  | фристайл         | 8      | 8     | 7     | 23       | «Цвіте терен» — українська народна пісня         |
| 1  | Іраклі та Яна   | танго            | 10     | 9     | 9     | 28       | «Кішка» — Океан Ельзи                            |

| №  | Пари              | Танець             | Судді  | Судді | Судді | Підсумок | Музичний супровід                        |
| №  | Пари              | Танець             | Дмитро | Катя  | Влад  | Підсумок | Музичний супровід                        |
| -- | ----------------- | ------------------ | ------ | ----- | ----- | -------- | ---------------------------------------- |
| 7  | Денис та Катерина | джайв              | 9      | 9     | 9     | 27       | «Candyman» — Крістіна Агілера            |
| 11 | Павло та Юлія     | аргентинське танго | 10     | 9     | 10    | 29       | «Сліди маленьких рук» — Vivienne Mort    |
| 14 | Руслан та Яна     | пасодобль          | 8      | 7     | 8     | 23       | «It's My Life» — Bon Jovi                |
| 6  | Ігор та Ілона     | стріт-фанк         | 10     | 10    | 10    | 30       | «Cake by the Ocean» — DNCE               |
| 1  | Іраклі та Яна     | віденський вальс   | 10     | 10    | 9     | 29       | «Feeling good» — Майкл Бубле             |
| 2  | Леся та Максим    | ф'южн              | 8      | 7     | 6     | 21       | «Oops!... I Did It Again» — Брітні Спірс |
| 5  | Мішель та Дмитро  | контемпорарі       | 9      | 8     | 9     | 26       | «Нежность» — Мачете                      |

| № | Пари                               | Танець       | Судді  | Судді | Судді | Підсумок | Музичний супровід                       |
| № | Пари                               | Танець       | Дмитро | Катя  | Влад  | Підсумок | Музичний супровід                       |
| - | ---------------------------------- | ------------ | ------ | ----- | ----- | -------- | --------------------------------------- |
|   | Денис та Ілона                     | ча-ча-ча     | 9      | 7     | 8     | 24       | Пісня з фільму «Мисливці за привидами»  |
|   | Павло та Яна                       | пасодобль    | 10     | 9     | 9     | 28       | «O Fortuna ― Карміна Бурана» — Карл Орф |
|   | Леся та Дмитро                     | диско        | 10     | 8     | 8     | 26       | «Влажный пляжный движ» — Mozgi          |
|   | Мішель та Максим                   | вальс        | 10     | 10    | 9     | 29       | «Nothing Else Matters» — Metallica      |
|   | Ігор та Катерина                   | контемпорарі | 9      | 8     | 8     | 25       | «Elastic Heart» — Sia                   |
|   | Іраклі та Юлія                     | самба        | 10     | 10    | 10    | 30       | «Ego» — Віллі Вільям                    |
|   | Денис та Катерина (тренер: Дмитро) | ф'южн        | 10*    | 10    | 9     | 29       | «Freedom» — Фаррелл Вільямс             |
|   | Мішель та Дмитро (тренер: Дмитро)  | ф'южн        | 8*     | 9     | 10    | 27       | «Freedom» — Фаррелл Вільямс             |
|   | Павло та Юля (тренер: Катя)        | контемпорарі | 10     | 9*    | 9     | 28       | «Крила» — Джамала                       |
|   | Іраклі та Яна (тренер: Катя)       | контемпорарі | 10     | 8*    | 10    | 28       | «Крила» — Джамала                       |
|   | Ігор та Ілона (тренер: Влад)       | самба        | 10     | 10    | 8*    | 28       | «Swalla» — Джейсон Деруло               |
|   | Леся та Максим (тренер: Влад)      | самба        | 9      | 9     | 8*    | 26       | «Swalla» — Джейсон Деруло               |

| №  | Пари              | Танець   | Судді  | Судді | Судді | Підсумок | Музичний супровід                                                                      |
| №  | Пари              | Танець   | Дмитро | Катя  | Влад  | Підсумок | Музичний супровід                                                                      |
| -- | ----------------- | -------- | ------ | ----- | ----- | -------- | -------------------------------------------------------------------------------------- |
| 6  | Ігор та Ілона     | Боллівуд | 10     | 8     | 9     | 27       | «Jai Ho (You Are My Destiny)» — A.R. Rahman, «The Pussycat Dolls» ft. Ніколь Шерзінгер |
| 1  | Іраклі та Яна     | фламенко | 10     | 10    | 10    | 30       | «Cancion del Mariachi» — Антоніо Бандерас                                              |
| 5  | Мішель та Женя    | фолк     | 9      | 8     | 7     | 24       | «Червона рута» — Софія Ротару                                                          |
| 2  | Леся та Максим    | сальса   | 9      | 6     | 8     | 23       | «Shape of You» — Ентоні Нова                                                           |
| 7  | Денис та Катерина | румба    | 8      | 7     | 6     | 21       | «Say It Right» — Неллі Фуртаду                                                         |
| 11 | Павло та Юлія     | ф'южн    | 10     | 10    | 9     | 29       | «Earned It» — The Weeknd                                                               |

| №  | Пари           | Танець            | Судді  | Судді | Судді | Підсумок | Музичний супровід                            |
| №  | Пари           | Танець            | Дмитро | Катя  | Влад  | Підсумок | Музичний супровід                            |
| -- | -------------- | ----------------- | ------ | ----- | ----- | -------- | -------------------------------------------- |
| 5  | Мішель та Женя | поп-джаз          | 10     | 10    | 10    | 30       | «Run the World» — Бейонсе                    |
| 6  | Ігор та Ілона  | фокстрот          | 10     | 9     | 9     | 28       | «Забери» — Сергій Бабкін                     |
| 1  | Іраклі та Яна  | джайв             | 10     | 10    | 9     | 29       | «Great Balls of Fire» — Джеррі Лі Льюїс      |
| 2  | Леся та Максим | контемпорарі      | 9      | 8     | 7     | 24       | «Не йди» — Гайтана                           |
| 11 | Павло та Юлія  | бродвейський джаз | 10     | 9     | 10    | 29       | «Money» — Cabaret                            |
| 6  | Ігор та Ілона  | самба             | 10     | 10    | 8     | 28       | «La Tortura» — Шакіра                        |
| 5  | Мішель та Женя | танго             | 9      | 7     | 8     | 24       | «Океанами стали» — Alekseev                  |
| 1  | Іраклі та Яна  | модерн            | 10     | 10    | 10    | 30       | «Червона рута» — Тіна Кароль                 |
| 2  | Леся та Максим | свінг             | 10     | 7     | 7     | 24       | «Я вам не скажу за всю Одессу» — Марк Бернес |
| 11 | Павло та Юлія  | ча-ча-ча          | 10     | 10    | 9     | 29       | «Місто» — ONUKA                              |

| №  | Пари           | Танець    | Судді  | Судді | Судді | Підсумок | Музичний супровід               |
| №  | Пари           | Танець    | Дмитро | Катя  | Влад  | Підсумок | Музичний супровід               |
| -- | -------------- | --------- | ------ | ----- | ----- | -------- | ------------------------------- |
| 6  | Ігор та Ілона  | фристайл  | 10     | 10    | 9     | 29       | «Skibidi» — Little Big          |
| 11 | Павло та Юлія  | ф'южн     | 10     | 10    | 9     | 29       | «Мы эхо» — Анна Герман          |
| 6  | Леся та Максим | танго     | 8      | 6     | 7     | 21       | «Rolling in the Deep» — Адель   |
| 1  | Іраклі та Яна  | румба     | 10     | 10    | 9     | 29       | «Way Down We Go» — Kaleo        |
| 2  | Леся та Максим | фристайл  | 8      | 8     | 5     | 21       | «Freestyler» — Bomfunk MC's     |
| 11 | Павло та Юлія  | пасодобль | 10     | 10    | 10    | 30       | «Human» — Rag'n'Bone Man        |
| 6  | Ігор та Ілона  | танго     | 9      | 10    | 10    | 29       | «Така, як ти» — Океан Ельзи     |
| 1  | Іраклі та Яна  | хіп-хоп   | 10     | 10    | 10    | 30       | «Hollaback Girl» — Гвен Стефані |

| № | Пари           | Танець           | Судді  | Судді | Судді | Судді     | Підсумок | Музичний супровід                                |
| № | Пари           | Танець           | Дмитро | Катя  | Влад  | Володимир | Підсумок | Музичний супровід                                |
| - | -------------- | ---------------- | ------ | ----- | ----- | --------- | -------- | ------------------------------------------------ |
| 1 | Іраклі та Яна  | пасодобль        | 10     | 10    | 10    | 10        | 40       | «Love is Found» — Sade                           |
| 2 | Леся та Максим | стріт-фанк       | 8      | 7     | 7     | 10        | 32       | «Суперзвезда» — Світлана Лобода                  |
| 6 | Ігор та Ілона  | джайв            | 10     | 9     | 10    | 10        | 39       | «Танці» — Воплі Відоплясова                      |
| 1 | Іраклі та Яна  | фристайл         | 10     | 10    | 10    | 10        | 40       | «Smooth Criminal» — Майкл Джексон                |
| 2 | Леся та Максим | віденський вальс | 8      | 8     | 8     | 10        | 34       | «Цвіте терен» — українська народна пісня         |
| 6 | Ігор та Ілона  | квікстеп         | 10     | 10    | 10    | 10        | 40       | «Pan Americano» — Yolanda Be Cool                |
| 1 | Іраклі та Яна  | ф'южн            | 9      | 9     | 9     | 10        | 37       | «All of Me» — Джон Ледженд                       |
| 2 | Леся та Максим | ф'южн            | 9      | 7     | 8     | 10        | 34       | «Ти ж мене підманула» — українська народна пісня |
| 6 | Ігор та Ілона  | ф'южн            | 9      | 10    | 10    | 10        | 39       | «Rock This Party» — Боб Сінклер                  |

| Дата ефіру        | Виконавці                              | Пісні                            |
| ----------------- | -------------------------------------- | -------------------------------- |
| 26 серпня 2018    | Тіна Кароль                            | «Мужчина моей мечты»             |
| 26 серпня 2018    | Тіна Кароль                            | «Ніжно»                          |
| 2 вересня 2018    | Слава Камінська                        | «Скучаю»                         |
| 9 вересня 2018    | Іван Дорн                              | «Опомнись»                       |
| 16 вересня 2018   | Сергій та Сніжана Бабкіни (танцюристи) | «Обійми» — Океан Ельзи           |
| 23 вересня 2018   | Dan Balan                              | «Hold on Love»                   |
| 30 вересня 2018   | Open Kids                              | «Круче всех»                     |
| 30 вересня 2018   | MONATIK і Надія Дорофєєва              | «Глубоко»                        |
| 7 жовтня 2018     | Наталія Могилевська                    | «Personal Jesus»                 |
| 14 жовтня 2018    | Сергій Бабкін                          | «Музасфера»                      |
| 21 жовтня 2018    | Оля Полякова                           | «Королева ночи»                  |
| 28 жовтня 2018    | The Hardkiss                           | «Коханці»                        |
| 4 листопада 2018  | Джамала                                | «The Great Pretender»            |
| 18 листопада 2018 | Макс Барських                          | «BEREGA»                         |
| 18 листопада 2018 | Kazka                                  | «Плакала»                        |
| 25 листопада 2018 | INGRET                                 | «Ти не тут»                      |
| 25 листопада 2018 | Kadebostany                            | «Mind if I Stay / Crazy In Love» |